# جون بيل (مؤرخ)
جون بيل هو مؤرخ كندي، ولد في 1952 في مونتريال في كندا.